# Fasil Abdulowitsch Iskander
Fasil Abdulowitsch Iskander (russisch Фазиль Абдулович Искандер, abchasisch Фазиль Абдул-иԥа Искандер; * 6. März 1929 in Suchum, Abchasische SSR; † 31. Juli 2016 in Moskau, Russland) war ein russisch-abchasischer Schriftsteller und Dichter. Iskander, der seit 1962 in Moskau lebte, schrieb zwar ausschließlich auf Russisch, griff in seinen Werken aber bevorzugt Themen mit Bezug zu seiner abchasischen Heimat auf.

## Familie, Ausbildung und Beginn der beruflichen Tätigkeit
Sein Vater, der eine Ziegelfabrik betrieb, war ethnischer Perser, seine Mutter Abchasin. Der Vater wurde 1938 gemeinsam mit anderen iranischstämmigen Personen aus der UdSSR deportiert. Fasil Iskander wuchs bei Verwandten seiner Mutter in Abchasien auf.
Ab 1947 studierte er zunächst in Moskau am Institut für Bibliothekswesen, wechselte dann aber 1951 ans Gorki-Institut für Literatur, wo er 1954 seinen Abschluss machte.
Zwischen 1954 und 1956 arbeitete er zunächst bei der Zeitung „Brjanski komsomolez“ in Brjansk, dann bei der „Kurskaja prawda“ in Kursk und ab 1956 in Suchumi als Lektor der abchasischen Zweigstelle des sowjetischen Staatsverlags. Dort war er bis Anfang der 90er Jahre tätig.

## Tätigkeit als Schriftsteller
1952 wurden seine ersten Gedichte gedruckt. Der erste Lyrikband erschien 1957 in Suchumi, der nächste folgte 1959. Prosa schrieb er ab 1962. Seine Werke wurden in verschiedenen Literaturzeitschriften veröffentlicht.
Weithin bekannt wurde er mit der 1966 in der Literaturzeitschrift „Nowy Mir“ erschienenen und später auch ins Deutsche übersetzten satirischen Erzählung „Das Sternbild des Ziegentur“, in der ein abchasisches Dorf die staatliche Planvorgabe erhält, eine Ziege und einen Tur zu kreuzen, um eine angeblich besonders nützliche und fruchtbare Rasse zu züchten. Diese Aufgabe wird von den Dorfbewohnern auf vielfältige Weise hintertrieben.
Internationales Renommee erlangte Iskander durch seine satirischen Erzählungen und Romane. Sein größtes und bedeutendstes Werk, das von der Zensur stark gekürzte Epos „Sandro von Tschegem“, dessen erster Teil 1973 erschien, konnte erst 1989, nach dem Beginn der Perestroika, in einer vollständigen Ausgabe veröffentlicht werden. Dieses satirische, tragikomische Werk, in dem Iskander die Geschichte des abchasischen Volkes vom Ende des 19. Jahrhunderts bis in die 1970er Jahre reflektiert, wurde mehrmals ins Deutsche übersetzt.
In diesem schelmenromanartigen Zyklus  schildert der Autor das dörfliche Gefühlsleben vom patriarchalischen Ehrgefühl bis zu Eitelkeit, Liebe und Hass, die abchasischen Traditionen und Clanstrukturen, aber auch die lebensbedrohende Unberechenbarkeit des Stalinismus. Bekannt sind auch seine humorvollen Kindererzählungen, in deren Mittelpunkt der abchasische Junge Tschik steht.
1979 gehörte er neben Wassili Aksjonow, Andrei Bitow, Wiktor Jerofejew und Jewgeni Popow zum Redaktionskollegium des Literaturalmanachs Metropol. Zum Almanach steuerte er die später verfilmte Satire „Der kleine Gigant des großen Sex“ ("Маленький гигант большого секса") bei.
Zahlreiche Bücher und Erzählungen Fasil Iskanders wurden verfilmt.

## Gesellschaftliches und politisches Engagement

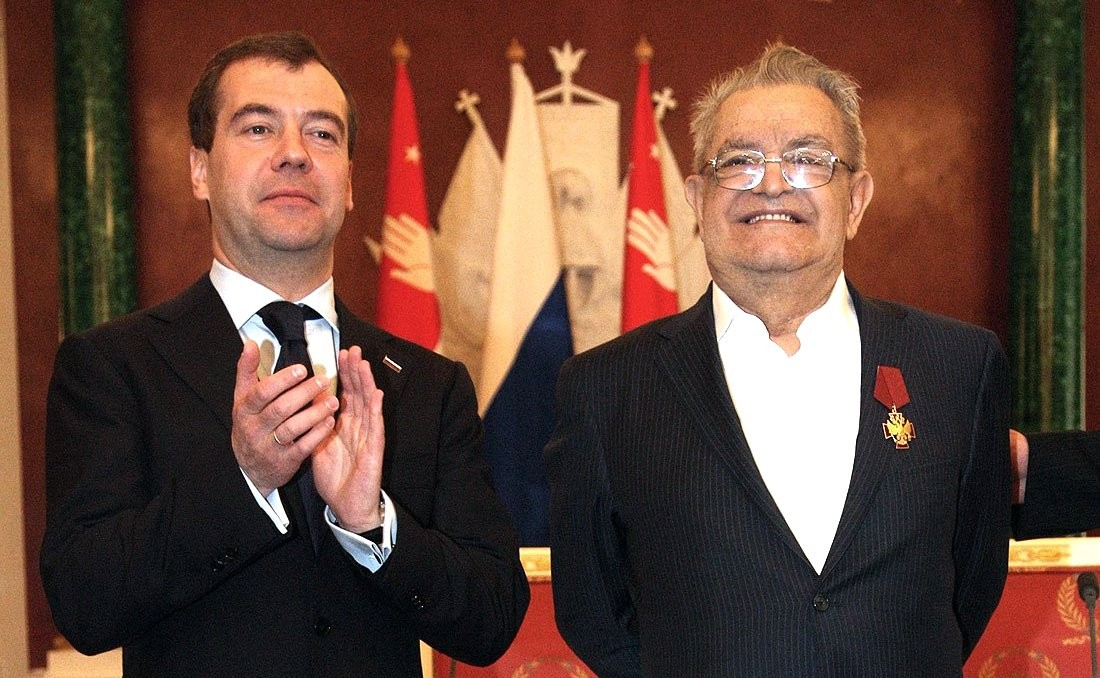
Fasil Iskander (rechts) mit Präsident Medwedew, 2010

Bereits 1957 wurde Iskander Mitglied des sowjetischen Schriftstellerverbandes, in dem er in der Folge verschiedene Funktionen ausübte.
1989 wurde Iskander Vizepräsident des russischen PEN-Zentrums.
Von 1989 bis 1992 gehörte Iskander als Volksdeputierter (Abgeordneter) für die Abchasische ASSR dem Volksdeputiertenkongress an.
Fasil Iskander arbeitete in zahlreichen Kommissionen und Verbänden mit und gehörte den Redaktionskollegien einer Vielzahl von Literaturzeitschriften- und Almanachen an und wirkte in den verschiedensten gesellschaftlichen und staatlichen Gremien mit, u. a. in den Ausschüssen für Menschenrechte (bis 1996) und für Begnadigungen beim Präsidenten der Russischen Föderation (bis 2001). Außerdem gehörte er von 1996 bis 2001 dem Rat für Kultur und Kunst beim Präsidenten der Russischen Föderation an.

## Auszeichnungen
1999 wurde er mit dem Verdienstorden 3. Klasse ausgezeichnet, nachdem er bereits 1993 den Staatspreis der Russischen Föderation und 1989 den Staatspreis der UdSSR erhalten hatte. Darüber hinaus erhielt er zahlreiche russische und internationale Kulturpreise, darunter 1988 den Premio Malaparte in Italien und 1992 den Puschkin-Preis der Alfred-Toepfer-Stiftung. Am 26. Februar 1994 wurde nach ihm ein Asteroid benannt: (5615) Iskander.

## Werke (auf Deutsch, Auswahl)
- Das Sternbild des Ziegentur. Novelle (= Spektrum, Band 4). Volk und Welt, Berlin 1968 (übersetzt von Hans-Joachim Grimm), DNB 457078499; NA: Piper, München / Zürich 1973, ISBN 3-492-00366-4; Fasil Iskander: Das Sternbild des Ziegentur. Klumparm. Zwei Erzählungen (Aus dem Russischen von Hans-Joachim Grimm). Verlag der Nation, Berlin 1984 DNB 840706936.
- Onkel Sandro aus Tschegem. Roman. Fischer Taschenbuch 2123, Frankfurt am Main 1978, ISBN 3-596-22123-4.
- Remsik in: Lutz Engel (Hrsg.) Erlesenes, Teil 3: Kaukasische Novellen. Volk und Welt, Berlin 1978, DNB 201675730.
- Mein Onkel brav und bieder. Erzählungen. Volk und Welt, Berlin 1978.
- Der Seeskorpion. Roman. Volk und Welt, Berlin 1984.
- Der Hüter der Berge oder das Volk kennt seine Helden. Neues aus dem Leben des Sandro von Tschegem. S. Fischer, Frankfurt am Main 1988, ISBN 3-10-034703-X.
- Sandro von Tschegem. Die frühen Episoden. Roman. S. Fischer, Frankfurt am Main 1989, ISBN 3-10-034704-8.
- Tschegemer Carmen. Roman. S. Fischer, Frankfurt am Main 1993 (übersetzt von Marlene Milack-Verheyden und Ingeborg Kolinko), ISBN 3-10-034705-6.
- Tschik. Geschichten aus dem Kaukasus. Fischer Taschenbuch 9190, Frankfurt am Main. 1993 (übersetzt von Alexander Kaempfe), ISBN 3-596-29190-9.
- Belsazars Feste. Aus dem Leben des Sandro von Tschegem. Roman. Fischer Taschenbuch 9504, Frankfurt am Main 1994 (übersetzt von Rosemarie Reichert), ISBN 3-596-29504-1.